# Skovelnäsa
Skovelnäsa (Trygonorrhina fasciata) är en rockeart som beskrevs av Müller och Henle 1841. Skovelnäsa ingår i släktet Trygonorrhina och familjen Rhinobatidae. Inga underarter finns listade i Catalogue of Life.
Arten förekommer i havet nära kusten framför sydöstra Queensland och New South Wales i Australien. Den dyker till ett djup av 100 meter. Individerna vistas i områden med mjuk botten som kan vara täckt av sjögräs. Det största exemplaret var 92 cm lång och enligt uppskattningar kan arten nå en längd av 120 cm. Honor lägger inga ägg utan föder levande ungar. Troligtvis vilar ägget en tid efter befruktningen. Ungarna är vid födelsen cirka 25 cm långa.
Skovelnäsa fiskas sällan som matfisk. Några exemplar hamnar som bifångst i fiskenät. Hela populationen anses vara stor. IUCN kategoriserar arten globalt som livskraftig.